# Bahretal
Bahretal település Németországban, azon belül Szászország tartományban. Lakosainak száma 2130 fő (2023. december 31.). Bahretal Müglitztal, Dohna, Pirna, Dohma, Bad Gottleuba-Berggießhübel és Liebstadt községekkel határos.

## Népesség
A település népességének változása:
| Lakosok száma | 2204 | 2169 | 2120 | 2149 | 2130 |
|               | 2017 | 2019 | 2021 | 2022 | 2023 |